# (5823) Oryo
(5823) Oryo est un astéroïde de la ceinture principale.

## Description
(5823) Oryo est un astéroïde de la ceinture principale. Il fut découvert le 20 décembre 1989 à Geisei par Tsutomu Seki. Il présente une orbite caractérisée par un demi-grand axe de 2,77 UA, une excentricité de 0,16 et une inclinaison de 8,0° par rapport à l'écliptique.

## Compléments